# Asmodeus
Asmodeus és un gènere extint de mamífers notoungulats de la família dels homalodotèrids que visqueren a Sud-amèrica durant l'Oligocè superior. Se n'han trobat restes fòssils a les províncies argentines de Chubut, Mendoza i Santa Cruz. El tàxon fou descrit a partir d'ossos de les extremitats. Tot i que, en general, eren força semblants a l'homalodoteri, eren el doble de grossos, amb un pes de gairebé dues tones, i tenien el cinquè metacarp menys reduït. Les potes anteriors quedaven en una posició més alta que les posteriors.